# Marcin Pietrowski
Marcin Pietrowski (ur. 1 marca 1988 w Gdańsku) – polski piłkarz występujący na pozycji pomocnika.

## Kariera klubowa
Zawodnik od początku swojej kariery związany był z Lechią Gdańsk, której jest wychowankiem. Swój debiut w Ekstraklasie zaliczył 29 sierpnia 2009 roku w meczu ze Śląskiem Wrocław, zmieniając w 86 minucie, Marko Bajicia. Piłkarz zdobył swojego debiutanckiego gola w Ekstraklasie 16 października 2011 r. w meczu rozegranym przeciwko Zagłębiu Lubin.
Przed sezonem 2015/2016 przeszedł na zasadzie wolnego transferu do Piasta Gliwice.
Debiutanckie spotkanie w nowym zespole rozegrał 20 lipca 2015 roku w ramach Ekstraklasy z zespołem Bruk-Bet Termalica Nieciecza wygranym przez Piasta 1:0. Natomiast pierwszą bramkę strzelił w spotkaniu ligowym z Górnikiem Łęczna 10 września 2016 roku zremisowanym przez jego zespół 3:3.
W sezonie 2018/2019 Ekstraklasy zdobył z Piastem Gliwice mistrzostwo Polski.
7 lutego 2020 podpisał półtoraroczny kontrakt z Miedzią Legnica.